# Медякова
Медякова — река в России, протекает по Свердловской области. Устье реки находится в 53 км по левому берегу реки Ревда. Длина реки составляет 12 км.

## Данные водного реестра
По данным государственного водного реестра России относится к Камскому бассейновому округу, водохозяйственный участок реки — Ревда от истока до Новомариинского гидроузла, речной подбассейн реки — Кама до Куйбышевского водохранилища (без бассейнов рек Белой и Вятки). Речной бассейн реки — Кама.
Код объекта в государственном водном реестре — 10010100412111100010180.